# François Gonnessiat
| 915 Cosette    | 14 dicembre 1918 |
| 931 Whittemora | 19 marzo 1920    |

François Gonnessiat (Nurieux-Volognat, 22 maggio 1856 – Algeri, 18 ottobre 1934) è stato un astronomo francese.
Lavorò inizialmente all'osservatorio di Lione, per poi divenire nel 1901 direttore dell'osservatorio di Quito. Tra il 1908 e il 1931 ricoprì il ruolo di direttore dell'osservatorio di Algeri.
Il Minor Planet Center gli accredita la scoperta di due asteroidi, effettuate tra il 1918 e il 1920.
Gli è stato dedicato l'asteroide 1177 Gonnessia.